# Општина Стелника (Јаломица)
Стелника (рум. Stelnica) општина је у Румунији у округу Јаломица.
Oпштина се налази на надморској висини од 13 m.